# Joe Gagnon
Joe Gagnon est un boxeur amateur canadien né en 1918 et mort le 13 janvier 2001 ayant évolué dans la catégorie poids mouches. Il a livré 125 combats en carrière, dont 55 gagnés par knock-out, en a perdu huit par décision de l'arbitre et n'a jamais perdu de combat par knock-out.

## Carrière
Sa carrière a débuté en 1933 à 15 ans au « Griffintown Boy's Club ». Il a été champion de Montréal à 16 ans puis de la province de Québec et du Canada à 18 ans. Il remporte à 20 ans la médaille d'argent aux Jeux de l'Empire britannique de 1938 à Sydney en Australie. Parmi ces combats les plus mémorables, sa victoire contre Johnny Greco, en 1940, à qui Joe avait concédé un surplus de poids de 15 livres. 
Gagnon a également inscrit des victoires contre Gerry Blanchard, Fernando Gagnon et Danny Webb. L'une de ses défaites par décision de l'arbitre fut contre Sugar Ray Robinson (futur champion du monde professionnel des poids welters et poids moyens) en visite à Montréal en 1938. Joe Gagnon avait été sévèrement coupé à la lèvre au premier round. Ce fut sa première défaite par décision dans un combat international. Il a également boxé en professionnel à quatre reprises avant de prendre sa retraite sportive. 
En 1957, il a été entraineur à la Palestre Nationale de Montréal.
En 1997, il est admis au « Canadian Boxing Hall of Fame » (temple de la renommée au Canada).